# كريستيان كوليمان
كريستيان كوليمان (بالإنجليزية: Christian Coleman)‏ (مواليد 6 مارس 1996) في أتلانتا) هو عداء أمريكي، متخصص في المسافات القصيرة. حصل على فضية بطولة العالم لألعاب القوى 2017 في مئة 100 متر.

## روابط خارجية
- كريستيان كوليمان على موقع الاتحاد الدولي لألعاب القوى (الإنجليزية)
- كريستيان كوليمان على موقع الاتحاد الأمريكي لسباقات المضمار والميدان (الإنجليزية)
- كريستيان كوليمان على موقع TFRRS.org (الإنجليزية)
- كريستيان كوليمان على موقع اللجنة الأولمبية الدولية (الإنجليزية)
- كريستيان كوليمان على موقع أوليمبيديا (الإنجليزية)
- كريستيان كوليمان على موقع اللجنة الأولمبية والبارالمبية الأمريكية (الإنجليزية)